# Jack Ragland
Jack Williamson Ragland (Hutchinson, Kansas, 9 de octubre de 1913 - Tucson, Arizona, 14 de junio de 1996) fue un  jugador de baloncesto estadounidense. Con 1,83 m de estatura, su puesto natural en la cancha era el de escolta. Fue campeón olímpico con Estados Unidos en los Juegos Olímpicos de Berlín de 1936.